# Caverna de Zeus
A caverna de Zeus, também conhecida como Ideon Andron (em grego: Ἰδαίον Ἄντρον; romaniz.: Idaíon Ántron ou Ιδαίο άντρο; Idaío ántro), Spiliara tis Voskopoulas ou Arkession Andron é uma caverna localizada em Creta, na encosta do monte Ida, poucos metros acima do planalto de Nída, na unidade regional de Retimno, 23 km a sudoeste da aldeia de Anogeia, 55 km a sudoeste de Heraclião (distâncias por estrada). Está a aproximadamente 1 540 metros acima do nível do mar. Possui uma câmara principal de 40 metros de comprimento e 50 metros de largura e foi escavada quatro vezes, sendo duas principais (1885 por Federico Halbherr; 1982 por Yannis Sakellarakis) e duas menores (1917 por Stephanos Xanthoudides; 1956 por Spyridon Marinatos).
A caverna foi utilizada do final do período neolítico até o período romano. Originalmente era utilizada para o culto do deus minoico da vegetação, contudo, este foi substituído pelo culto a Zeus. A caverna foi conhecida como um lugar de iniciações, e pode ter servido como local de um oráculo, simbolizado pela representação frequente de um tripé em moedas da vizinha Oaxo, que presumivelmente controlava o território em volta da caverna. As primeiras escavações da caverna revelaram exemplos de trabalho com metais do período geométrico e escudos votivos de bronze dos séculos VIII–VII a.C. com cenas incisas e marteladas. Posteriormente foram identificadas lamparinas de argila, estatuetas de bronze, selos de pedra, ferramentas e objetos de metal, escudos de cobre, marfim e ourivesaria, cerâmicas e joias de ouro.
A designação "Caverna de Zeus" também pode se referir a uma caverna com o mesmo nome na ilha de Naxos.

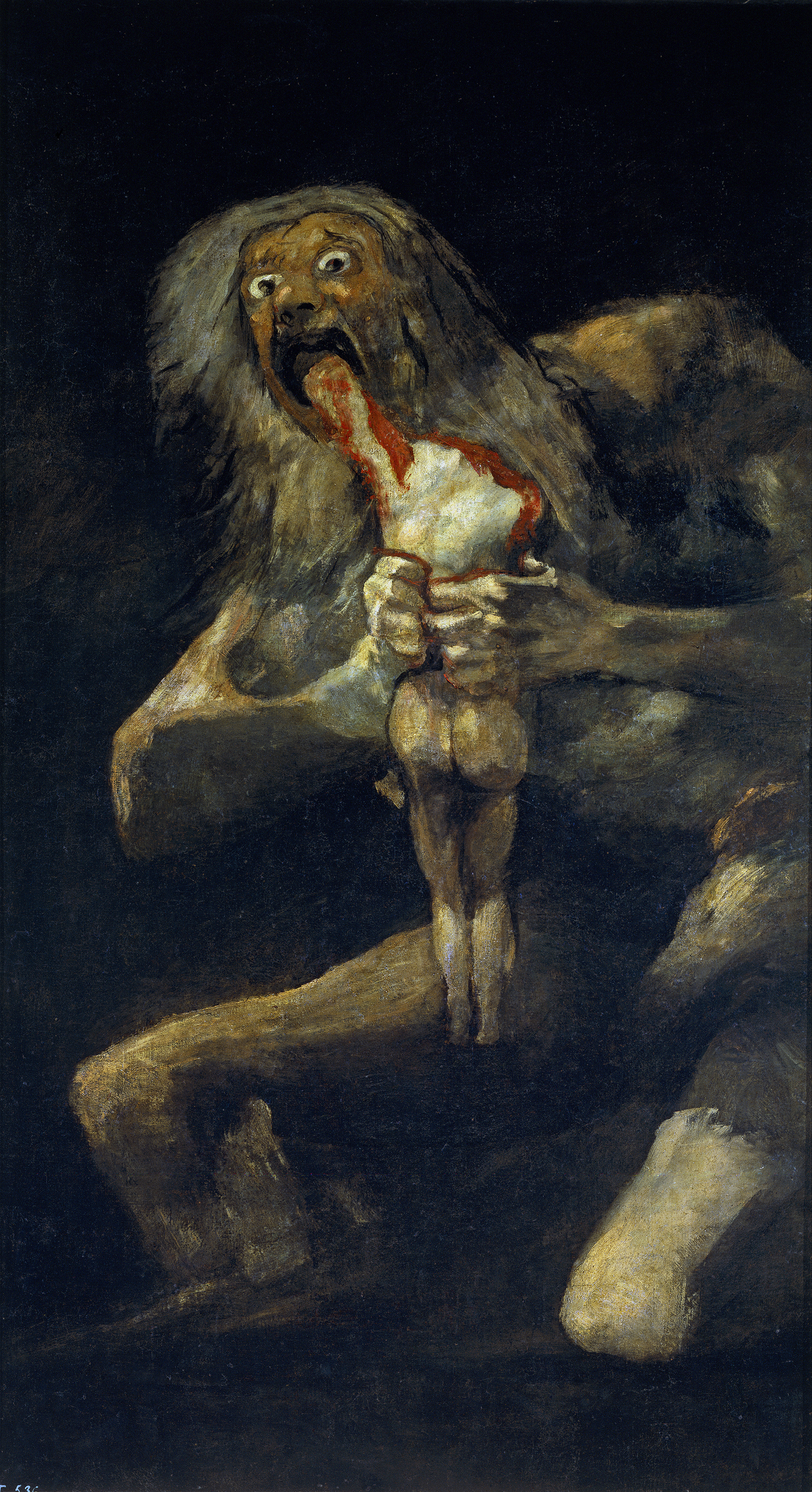
Saturno devorando seu filho, Francisco de Goya (1819-1823)

## Mito de Zeus
Após Cronos ter castrado seu pai, o titã tornou-se o novo senhor dos céus e desposou sua irmã Reia. Um oráculo de seu pai profetizou que um de seus filhos iria destroná-lo, então, Cronos, toda vez que sua esposa dava luz a um filho, o devorava. Reia, triste com o destino de seus filhos, resolve não entregar seu último filho, Zeus e o envia para Creta, onde é criado pela cabra Amalteia, e no lugar deste, dá a Cronos uma pedra embrulhada. Anos depois, a cabra revela a Zeus sua origem e o fim de seus irmãos, o que provoca ódio no deus, a ponto de este aliar-se com sua tia titânide Métis que lhe-dá uma poção que Cronos deveria tomar para vomitar seus parentes. Cronos tomou a poção e, com isso, regozijou seus filhos já crescidos que aliaram-se, juntamente com Zeus contra ele, que, por ventura, aliou-se com outros titãs liderados por Atlas, o que deu início a titanomaquia. Para a derrocada dos titãs, Zeus libertou seus tios que haviam sido presos no Tártaro, os ciclopes e os hecatônquiros. Como resultado, os titãs foram completamente aniquilados e todos, exceto Atlas que recebeu o castigo de sustentar a abóbada celeste, foram enviados para o Tártaro, o que deixou o caminho livre para uma nova divisão celeste: Zeus tornou-se senhos dos céus e da terra, e seus irmãos Posidão e Hades, tornaram-se senhores dos mares e do inferno, respectivamente.